# Matèria fosca tèbia
En cosmologia i física de partícules, la matèria fosca tèbia (WDM, en el seu acrònim anglès) és una forma hipotètica de matèria fosca que té propietats intermèdies entre les de la matèria fosca calenta i la matèria fosca freda, fent que la formació d'estructures a l'univers es produeixi de-baix-cap-a-dalt a partir de l'escala de flux lliure i de-dalt-cap-a-baix per sota d'aquesta escala. Els candidats WDM més comuns són els neutrins estèrils i els gravitins. Els WIMP (partícules massives que interactuen feblement), quan es produeixen de manera no tèrmica, també podrien ser candidats de matèria fosca tèbia. En general, però, els WIMP produïts tèrmicament són candidats de matèria fosca freda.

## keVins i GeVins
Una possible partícula candidata a WDM amb una massa d'uns pocs keV apareix quan s'afegeixen dos nous fermions, de càrrega zero i nombre leptònic zero, al model estàndard de física de partícules: "fermions inerts de massa keV" (keVins) i "fermions inerts de massa de GeV" (GeVins). Els keVins es produeixen en excés si arriben a l'equilibri tèrmic a l'univers primerenc, però en alguns escenaris la producció d'entropia a partir de les desintegracions de partícules inestables més pesants pot suprimir la seva abundància correcta. Aquestes partícules es consideren "inertes" perquè només tenen interaccions suprimides amb el bosó Z. Els neutrins estèrils amb masses d'uns pocs keV són possibles candidats de keVins. A temperatures per sota de l'escala electrofeble, les seves úniques interaccions amb les partícules model estàndard són interaccions febles a causa de la seva barreja amb neutrins ordinaris. A causa de la reduïda angle de barrega, no es produeixen en excés perquè la seva producció és fixada abans d'arribar a l'equilibri tèrmic. Les seves propietats són coherents amb els límits astrofísics procedents de la formació de l'estructura i el principi de Pauli si la seva massa és superior a 1-8 keV.
El 2014, diferents anàlisis de l'espectre d'emissions de raigs X observat per XMM-Newton, van observar un senyal monocromàtic al voltant de 3,5 keV. Aquest senyal prové de diferents cúmuls de galàxies (com Perseu i Centaurus) i diversos escenaris de matèria fosca tèbia poden justificar aquest pic. Podem citar, per exemple, un candidat de 3,5 keV que s'aniquila en 2 fotons, o una partícula de matèria fosca de 7 keV que es desintegra en un fotó i un neutri.
El 2019, l'anàlisi de la interacció de diversos halos galàctics sobre densitats i distribució de corrents estel·lars, sortint dels satèl·lits de la Via Làctia, van poder restringir els mínims valors de massa per a pertorbacions de densitat per keVins de matèria fosca tèbia als corrents GD-1 i Pal 5. Aquests límits inferiors de la massa de relíquies tèrmiques de matèria fosca tèbia son mWDM > 4,6 keV o, afegint recomptes de satèl·lits nans, de mWDM > 6,3 keV

## Lectura aprofondida
- Bertone, Gianfranco. Particle Dark Matter: Observations, Models and Searches.  Cambridge University Press, 2010, p. 762. ISBN 978-0-521-76368-4.